# Toxeumorpha nigra
Toxeumorpha nigra är en stekelart som beskrevs av Girault 1915. Toxeumorpha nigra ingår i släktet Toxeumorpha och familjen puppglanssteklar.
Artens utbredningsområde är Nya Kaledonien. Inga underarter finns listade i Catalogue of Life.